# Yangshuo
Yangshuo är ett härad som lyder under Guilins stad på prefekturnivå i den autonoma regionen Guangxi i sydvästra Kina.
Yangshuo ligger vackert i närheten av Lifloden och omges av karsttoppar, som gjort att orten blivit en populär turistdestination. Under 1980-talet blev Yangshuo populärt bland "backpackers" och blev under 1990-talet en ännu mer populär turistdestination.
Bilden på baksidan av den kinesiska 20 yuan-sedeln har tagits vid Lifloden i närheten av Yangshuo.
- Wikimedia Commons har media som rör Yangshuo.